# Net Nanny
Net Nanny — программа родительского контроля для отслеживания активности детей на компьютере и смартфоне. Первая версия написана в 1994 году Гордоном Россом. Блокирует запросы к неприемлемым ресурсам, включая азартные игры, порнографию, описания насилия и наркотиков. Срабатывания фильтров сохраняются в родительском личном кабинете, где можно переопределить действие (например, разрешить посетить сайт, находящийся под фильтрами). Приложение анализирует содержимое посещаемых страниц и использует искусственный интеллект для принятия мер в реальном времени. Оно также подходит для блокировки доступа в Интернет по таймеру, запрета отдельных сайтов и ПО, просмотра текущего и недавнего местоположения ребёнка.

## Оценки
PC Magazine неоднократно описывали разные релизы приложения.
Журналисты критиковали версию 3.1, назвав её «наименее эффективным продуктом, который мы использовали для фильтрации веб-страниц». В то же время редакция положительно оценила фильтрацию новостных групп USENET.
К минусам релиза 4.1 редакторы отнесли ориентированность программы на блокирование сексуального контента, в то время как другое содержимое (включая наркотики и разжигание ненависти) в основном не подпадало под запрет. Фильтры по сексуальным темам не срабатывали для запрещённых слов, написанных во множественном числе.
Версия 5.6 критиковалась за невозможность задать свой лимит по времени, устаревшую функцию контроля в онлайн-играх, ощутимую задержку в применении настроек после их изменения. В то же время обзор этого релиза был позитивным: редакция охарактеризовала его как «великолепный выбор для контроля и отслеживания онлайн-активности ваших детей».